# Gandang Gabi, Vice!
Gandang Gabi, Vice! es un talk show filipino transmitido originalmente por la cadena de televisión ABS-CBN. Presentado por Vice Ganda, se emite los domingos por la noche. El programa debutó el 22 de mayo de 2011.